# Dieu, le Sexe et les Bretelles
Dieu, le Sexe et les Bretelles est le premier tome de la série de bande-dessinée Titeuf écrit et dessiné par Zep. Il est sorti en 1993 en noir et blanc et en 2010 en couleurs.

## Liste des histoires
1. La femme avec pas de boules
2. Mon pote Manu
3. Le concours de celui qui pisse le plus loin
4. Le cours de dessin
5. Le pépé a ludo
6. Dieu : Titeuf et Manu volent un crucifix à l'église
7. Les filles d'abord c'est les plus bêtes
8. La Distance du pied au cul
9. L'Accro
10. Le Psychologue
11. Plus tard j'veux pas être un héros
12. Tchernobyl
13. Les Bretelles anti-gravité : La mère de Titeuf a acheté des bretelles à ce dernier. Ses copains se moquent de lui
14. Le Chant
15. Poil aux billes
16. Milos
17. Le Grand Mystère
18. Du sexe et de la violence
19. Nadia
20. Commandant Topgun
21. Bubulle et la Grande Évolution
22. La Surprise
23. Monsieur Léonard
24. Médium
25. Abracadabra
26. Les Histoires : Les élèves doivent raconter des histoires devant toute la classe. Celle de Titeuf est un peu spéciale...
27. Rzzz : Titeuf s'endort en cours d'histoire et se fait brusquement réveiller par la maîtresse
28. Le Cartable
29. Les Maths
30. Dr. Rayon X : Titeuf doit aller faire une radio mais est effrayé par le fait d'être exposé aux rayons X
31. Quand je s'rai grand
32. Les Copains
33. Dimi : Titeuf se moque sans arrêt de Dimi, un enfant d'origine polonaise
34. La Visite
35. La Malédiction du slip
36. La Mycose
37. Prout
38. La Rentrée
39. Le Musée
40. Le Canard sexuel (2 planches)

## Commentaires
- Plusieurs planches grand format ponctuent l'album.
- Ce premier album ciblait initialement un public mature. En effet, l'objectif premier de la série était de refléter le monde adulte avec la vision des enfants. C'est notamment pour cela que certaines planches présentent des dessins beaucoup plus érotiques que dans les albums suivants. Les ventes n'ayant pas été à la hauteur de ses espérances, l'auteur décida de réorienter la série pour un public plus jeune. [réf. nécessaire]

## Prix
L'album remporte la Sonnaille d'or du meilleur premier album au festival de BD à Sierre.